# Music&Videoチャネル
Music&Videoチャネル（みゅーじっくあんどビデオ-）とは、かつてNTTドコモがFOMAハイスピード（HSDPA）対応端末提供していた音楽情報番組の配信サービスである。
905iシリーズ発売までは、音声のみの「ミュージックチャネル」というサービス名で提供されていた。
このサービスは、最初の対応機種であるN902iX HIGH-SPEEDのリリースをもって開始したが、スマートフォンを含めた市場の変化に伴い、2013年3月31日をもって終了した。

## 概要
このサービスは、番組が配信日の深夜（午前2時～午前5時）に自動でダウンロードされ、各番組の試聴制限の範囲内（○月×日まで、○回まで、○日間など）でいつでも再生することができた。圏外や電源オフ等により深夜のダウンロードに失敗した場合、一部時間帯を除き手動でダウンロードすることができた。
905iシリーズ、705iシリーズからは動画番組に対応し、Music＆Videoチャネルとなった。そのため、従来の音声のみのミュージックチャネル対応機種は「Music&Videoチャネル対応（音声のみ）」などと表示されるようになった。また動画対応開始以降も、引き続き音声のみ対応の機種が新規で数機種発売されていた。
FOMAハイスピード対応機種専用としてサービスが開始され、初期はFOMAハイスピード対応機種（データ通信端末(カード型端末)を除く）には標準で対応していたが、らくらくホンプレミアムやF706i・L706ieなど、FOMAハイスピード対応であってもMusic＆Videoチャネルには非対応の機種も登場しているため、注意が必要であった。
規格的には音声のみの番組で最大約1時間、動画番組で最大約30分の番組が提供可能とされていた。
利用するには、Music＆Videoチャネルを申込み後、各番組のマイメニュー登録が必要となる。番組は最大2番組（機種により登録可能数は異なる）まで登録が可能。
配信された番組は本体に保存され、メモリーカードに保存や移動をすることはできない。また新しい番組が配信される時に古い番組は上書き保存されるので、古い番組は再生できなくなる。
サービスにかかる月額料金は、Music＆Videoチャネルの利用料300円（税込315円）と各番組の情報料（有料の場合）。また、Music＆Videoチャネルの利用にはiモードとパケ・ホーダイ（またはパケ・ホーダイフル）の加入が必要であるため、これらの料金も必要。
その後、スマートフォンを含めた市場の変化に伴い、2013年3月31日をもってサービスを終了した。サービスの終了に先立ち2012年9月30日をもって新規申込受付を終了した。

## 番組概要
サービス開始から2007年11月までのミュージックチャネル時代は、着うたのダウンロードランキングや歌手の特集・トーク、リスナーからのリクエストなどの音楽関連のサイトが8個（2007年11月上旬時点）だった。
2007年11月26日の905iシリーズ発売開始から、動画配信対応となったことや対応機種増加により、サイト数が大幅に増加していた。
2008年4月下旬時点で、音楽、アニメ、芸能/グラビア/お笑い、ドラマ/映画、天気/スポーツ、ゲーム/趣味/娯楽、総合/バラエティのカテゴリがあり、サイト数は55個。
番組の長さや配信頻度は番組によって異なる。動画配信のサイトが多いが、従来の音声のみの番組もあった。

## 対応機種
2009年11月現在のMusic＆Videoチャネルの対応機種（発売前の機種を含む）は以下の通り。
下記機種のうち、■印は音声番組のみ対応。
- N902iX HIGH-SPEED ■
- 903iシリーズ（F903iX HIGH-SPEED ■、P903iX HIGH-SPEED ■）
- N904i ■
- L704i ■
- 905iシリーズ（D905i、F905i、N905i、P905i、SH905i、SO905i、N905iμ、P905iTV、SH905iTV、SO905iCS）
- 705iシリーズ（N705i、P705i、SO705i、L705iX ■、N705iμ、P705iμ、PROSOLID μ(P705iCL)）
- PRADA Phone by LG(L852i) ■
- 906iシリーズ（F906i、N906i、P906i、SH906i、SO906i、N906iμ、N906iL、SH906iTV）
- 706iシリーズ（N706i、SH706i、SO706i、P706iμ、N706ie、P706ie、SH706iw、N706iII）
- docomo STYLE series（F-02A、N-02A、N-03A、P-02A、P-03A、SH-02A、N-05A、P-06A、F-08A、L-04A、N-08A、P-08A、P-10A、SH-05A、SH-08A、F-02B、L-01B、L-02B、L-03B、N-01B、N-03B、P-02B、SH-02B、SH-04B、SH-05B）
- docomo PRIME series（F-01A、F-03A、L-01A ■、N-01A、P-01A、SH-01A、SH-03A、F-09A、L-06A、N-06A、N-07A、P-07A、SH-06A、F-01B、F-04B、N-02B、P-01B、SH-01B）
- docomo SMART series（F-04A、N-04A、P-04A、P-05A、N-09A、P-09A、F-03B、P-03B）
- docomo PRO series（SH-04A、SH-07A、SH-03B）
- SH-06A NERV

## 沿革
- 2006年8月31日 - ミュージックチャネル提供開始。N902iX HIGH-SPEEDを発売。
- 2007年2月20日 - F903iX HIGH-SPEEDを発売。
- 2007年4月19日 - P903iX HIGH-SPEEDを発売。
- 2007年5月25日 - N904iを発売。
- 2007年10月19日 - L704iを発売。
- 2007年11月26日 - 動画番組対応に機能拡張し、名称がMusic＆Videoチャネルとなる。D905i、SH905iを発売。
- 2007年11月28日 - N905i、P905iを発売。
- 2007年11月29日 - F905i、SO905iを発売。
- 2007年11月30日 - N905iμを発売。
- 2008年1月24日 - SH905iTVを発売。
- 2008年1月25日 - P705iを発売。
- 2008年2月1日 - N705iを発売。
- 2008年2月15日 - SO905iCS、N705iμを発売。
- 2008年2月16日 - P705iμを発売。
- 2008年2月22日 - SO705iを発売。
- 2008年2月29日 - P905iTVを発売。
- 2008年3月8日 - L705iXを発売。
- 2008年3月14日 - PROSOLID μ(P705iCL)を発売。
- 2008年6月1日 - PRADA Phone by LG(L852i)、P906iを発売。
- 2008年6月2日 - SO906iを発売。
- 2008年6月3日 - SH906iを発売。
- 2008年6月4日 - N906iμを発売。
- 2008年6月5日 - F906iを発売。
- 2008年6月18日 - N906iを発売。
- 2008年6月19日 - N906iLを発売。
- 2008年6月20日 - SH906iTVを発売。
- 2008年7月1日 - N706iを発売。
- 2008年7月4日 - SO706iを発売。
- 2008年7月11日 - SH706iを発売。
- 2008年7月25日 - P706iμを発売。
- 2008年8月15日 - N706ie、P706ieを発売。
- 2008年8月30日 - N706iIIを発売。
- 2008年9月1日 - SH706iwを発売。
- 2008年11月19日 - F-01A、P-01Aを発売。
- 2008年11月20日 - SH-01A、N-03Aを発売。
- 2008年11月21日 - N-01Aを発売。
- 2008年11月28日 - N-02Aを発売。
- 2008年12月18日 - F-02Aを発売。
- 2008年12月19日 - SH-03Aを発売。
- 2008年12月25日 - P-03Aを発売。
- 2008年12月26日 - SH-02A、L-01Aを発売。
- 2009年1月23日 - N-04Aを発売。
- 2009年1月24日 - F-03Aを発売。
- 2009年1月26日 - P-02Aを発売。
- 2009年2月6日 - F-04Aを発売。
- 2009年2月10日 - P-04Aを発売。
- 2009年2月20日 - SH-04Aを発売。
- 2009年2月27日 - P-05Aを発売。
- 2009年3月17日 - N-05Aを発売。
- 2009年3月29日 - P-06Aを発売。
- 2009年5月22日 - N-06A、P-07Aを発売。
- 2009年6月7日 - N-08Aを発売。
- 2009年6月10日 - F-09Aを発売。
- 2009年6月11日 - SH-05A、SH-06Aを発売。
- 2009年6月12日 - F-08A、P-10Aを発売。
- 2009年6月18日 - N-09Aを発売。
- 2009年6月19日 - P-09Aを発売。
- 2009年6月24日 - SH-07Aを発売。
- 2009年6月25日 - P-08Aを発売。
- 2009年7月10日 - N-07Aを発売。
- 2009年7月22日 - SH-06A NERVを発売。
- 2009年9月9日 - L-06Aを発売。
- 2009年9月11日 - SH-08Aを発売。
- 2009年9月16日 - L-04Aを発売予定。
- 2009年9月17日 - N-03Aの新色を発売。
- 2009年10月7日 - L-03Aの新色を発売。
- 2009年10月13日 - F-02Aの新色を発売。
- 2009年10月16日 - P-10Aの新色を発売。
- 2009年10月23日 - P-03Aの新色を発売。
- 2009年11月20日 - SH-01B、F-01B、F-02Bを発売予定。
- 2012年9月30日 - 新規申込み受付終了
- 2013年3月31日 - サービス終了